# 우가키 히데나리
우가키 히데나리(宇垣秀成, うがき ひでなり, 1963년 7월 25일~ )는 일본의 남성 성우이다. 81 프로듀스 소속으로, 도쿄도 출신이다. 게임 철권 5에서 간류를 맡았다.

## 출연
- 도라에몽 - 조연 다수
- 도라에몽 - 조연 다수
- 극장판 도라에몽: 진구의 공룡대탐험 - 남성
- 극장판 도라에몽: 진구의 마계 대모험 7인의 마법사 - 악마
- 도라에몽 노비타와 초록의 거인전 - 남성
- 극장판 도라에몽: 진구의 인어대해전 - 경찰
- 형사 가제트 - 조연 다수
- 밀림의 왕자 레오 - 용기가 미래를 바꾼다 - 헌터
- 엘리먼트 헌터 - 빈센트 포드
- 초광속 그랜돌 - 캐비지
- 용과 같이 시리즈 - 마지마 고로
- 아즈키짱
- 철권 : 블러드 벤젠스 - 간류
- 다마고치! 유메키라 드림 - 단초치